# Ядерна енергетика Румунії
У 2011 році атомна енергетика в Румунії виробила 19% загальної електроенергії, виробленої в країні.
У березні 2010 року в цій країні працює 1 атомна електростанція (в однойменному населеному пункті Чорнавода), на якій працюють 2 реактори типу CANDU.
Закритих АЕС немає.

## Історія
Наприкінці 1970-х років було заплановано будівництво станції Чорнавода на Дунаї, що складається з 5 блоків. Розглядалися технології CANDU і ВВЕР-440, і після обговорень було обрано перший варіант. Завод побудовано за технологією Канади (AECL), Італії та США для будівництва 5 реакторів CANDU-6. Будівництво реакторів почалося на початку 1980-х років, будівництво реакторів 2-5 було призупинено в 1991 році, щоб зосередити роботу на будівництві першого реактора, яке було виконано консорціумом AECL-Ansaldo; реактор був запущений у промислове виробництво наприкінці 1996 року. Станція керується державною компанією Societatea Nationala Nuclearelectrica (SNN), заснованою в 1998 році. Станція також виробляє опалення для міста Чорнавода.
Протягом 2000 року уряд вирішив завершити будівництво другого реактора станції, щоб забезпечити виробничі потужності країни недорогим джерелом. Станція, побудована консорціумом AECL-Ansaldo-SNN, завершила будівництво другого реактора наприкінці 2007 року загальною вартістю € 777 мільйонів.

## Програма ядерного майбутнього
У 2002 році SNN доручив AECL і Ansaldo разом завершити роботи на останніх трьох блоках станції Чорнавода. У серпні 2004 року уряд запропонував кільком компаніям добудувати реактор 3 у рамках державно-приватного партнерства, протягом 2006 року було додано варіант реактора 4. Тому було вирішено створити спільне підприємство вартістю € 2,5 млрд з SNN для завершення будівництва двох блоків, у 2007 році були обрані різні потенційні інвестори з ширшої початкової групи; після різноманітних обговорень та урядових рішень було запропоновано партнерство для створення компанії EnergoNuclear, яка буде управляти заводом у складі: SNN за 51% проекту, Iberdrola та ArcelorMittal за 6,2%; і Enel, GDF Suez, RWE AG, ČEZ на 9,15%.
EnergoNuclear було офіційно створено в квітні 2009 року, і очікувана вартість становить € 4 мільярди, але у вересні стало ясно, що SNN зможе взяти участь лише в 20-25% від загальної суми. Перший з двох блоків планується завершити в 2016 році. SNN також планує завершити блок 5 до 2020 року, але уряд переходить до будівництва наступних реакторів на інших майданчиках. Перші плани включали 10 реакторів CANDU і 3 реактори ВВЕР-1000 на деяких майданчиках. У 2008 і 2009 роках розглядалося будівництво нової електростанції, запропоновані місця в Тирневені та Сібіу, обидва в центрі країни. Рішення з цього приводу не прийнято.
У березні 2023 року уряд румунії прийняв закон про добудову енегоблоків 3 і 4 CANDU на станції Чарнавода. У липні 2024 року було отримано позитивний висновок Єврокомісії щодо добудови. У листопаді 2024 року були підписані контракти зі спільним підприємством FCSA, що включає Fluor, AtkinsRéalis, Ansaldo Nucleare і Sargent & Lundy Energie на проектування, закупівлі та управління будівництвом для добудови блоків 3 і 4 Чернавода.

## Паливний цикл
Реактор Чорнавода використовує 105 тонн палива на рік, яке виробляє дочірня компанія SNN, Fabrica de Combustibil Nuclear (FCN) у Пітешті. Це було кваліфіковано AECL для виробництва палива для реакторів CANDU, і це єдиний об’єкт за межами Канади, здатний його виробляти. Використовувана важка вода виробляється Румунським управлінням ядерної діяльності (RAAN) у місті Дробета-Турну-Северин.

## Дослідницькі реактори
У Пітешті працює дослідницький реактор TRIGA потужністю 14 МВт. Російський реактор потужністю 2 МВт виводять з експлуатації у фізичному районі Бухарестського університету в Мегуреле.

## Управління відходами та геологічні поклади
Відпрацьоване паливо зберігається на реакторі 10 років, після цього терміну відправляється в сухе сховище, ведуться дослідження щодо розміщення геологічних покладів. Поруч зі станцією Чорнавода є сховище середньо- та низькоактивних відходів, у Пітешті – центр обробки низькоактивних відходів.

## Виробництво урану
Румунія є невеликим виробником урану, виробляючи близько 90 т щороку; його історичний обсяг виробництва становив 18 259 т у 2006 р. Він має скромні ресурси урану, кількісно визначені в 6700 т урану за <130 $/кг у «Червоній книзі» 2007 р.

## Перелік реакторів
| Назва      | Блок №. | Реактор | Реактор       | Статус                                | Чиста потужність (MW) | Початок будівництва | Комерційне використання | Закриття |
| Назва      | Блок №. | Тип     | Модель        | Статус                                | Чиста потужність (MW) | Початок будівництва | Комерційне використання | Закриття |
| ---------- | ------- | ------- | ------------- | ------------------------------------- | --------------------- | ------------------- | ----------------------- | -------- |
| Чорнавода  | 1       | PHWR    | CANDU-6       | Функціонує                            | 650                   | 1 липня 1982        | 2 грудня 1996           |          |
| Чорнавода  | 2       | PHWR    | CANDU-6       | Функціонує                            | 650                   | 1 липня 1983        | 31 жовтня 2007          |          |
| Чорнавода  | 3       | PHWR    | CANDU-6       | Незавершений; заплановане відновлення | 650                   |                     |                         |          |
| Чорнавода  | 4       | PHWR    | CANDU-6       | Незавершений; заплановане відновлення | 650                   |                     |                         |          |
| Чорнавода  | 5       | PHWR    | CANDU-6       | Незавершений                          | 650                   |                     |                         |          |
| Молдовська | 1       | PWR     | ВВЕР-1000/320 | Не будувався                          | 950                   | 1986                |                         |          |
| Молдовська | 2       | PWR     | ВВЕР-1000/320 | Не будувався                          | 950                   |                     |                         |          |
| Молдовська | 3       | PWR     | ВВЕР-1000/320 | Не будувався                          | 950                   |                     |                         |          |

## Зовнішні посилання
- Nuclear Power in Romania - World Nuclear Association
- IAEA - Nuclear Power Reactors in the World, 2012 edition (PDF) (англ.).
- (англ.) Database di tutti i reattori al mondo